# Ландау (Пфальц)
Ла́ндау, Ла́ндау-ін-дер-Пфальц (нім. Landau in der Pfalz), на діалекті південного Пфальца Ла́ндаах (Landaach) — незалежне місто в Німеччині, місто земельного підпорядкування, розташоване в землі Рейнланд-Пфальц. Станом 31 грудня 2019 року у місті проживає 46 881 мешканець. Місто поділене на дві частини, одна знаходиться у районі Південний Рейнланд-Пфальц, а інша у районі Рейн-Неккар. Колишній ельзаське імперське місто, є адміністративним центром району Південний Вайнштрассе, до якого місто не належить. За чисельністю населення Ландау — шосте за величиною місто Пфальца. За площею Ландау є третім за величиною містом в регіоні після Кайзерслаутерна і Нойштадт-ан-дер-Вайнштрассе. Місто є середнім центром з частковою функцією районного центру. Наступні великі міста — Карлсруе, Людвигсхафен-на-Рейні та Мангейм.

## Історія

### Заснування
Ландау був заснований близько 1260 року графом Еміхом IV фон Лейнінгеном-Ландеком. Він мав укріплення, побудоване перед рівниною, як додатковий захист для свого замку Ландек. Ландау отримав міські права від короля Рудольфа I Габсбурга в 1274 році. Король надав Ландау статус імперського міста в 1291 році. У 1324 році Ландау був відданий єпископові Шпаєра Еміху фон Лейнінгену. Тільки 1511 році імператором Максиміліаном I місту було повернуто імперський статус та долучено до Vogtei Hagenau. У 1521 році Ландау приєднався до Декаполіса — Ельзаської ліги десяти міст. У 1579 році, Мер Ганс Хітшлер підписав Формулу Злагоди 1577 року.

### Ранній новий період
В результаті Вестфальського миру великі частини Ельзасу перейшли до володінь Франції в 1648 році. Ландау та інші міста Ельзасу формально залишалися німецькими, але були залишені імперією. Декаполіс був занадто слабким, щоб заявити про себе проти короля Сонця Людовика XIV. З 1680 р. Ландау належав Франції, як і весь Ельзас. Місто було розширене у фортецю одним з найвизначніших військових інженерів Себаст'єном ле Претр де Вобаном з 1688 по 1691 рік. Більша частина середньовічного міста була спалена. Припущення про те, що пожежу було розпочато за наказом французького будівельника фортеці, ніколи не можна було довести. У новому місті були створені прямі вулиці, прямокутні будівельні площі та ринкова площа. З побудовою фортеці життя мешканців змінилося. В'їзд до міста був можливий лише через міські ворота і заборонений після заходу сонця.
Під час війни за спадщину Іспанії французька фортеця Ландау кілька разів переходила з рук в руки після довготривалих облог. У 1702 році Імператорські війська замінили французів, у 1703 році Французи відвоювали Ландау після битви при Шпаєрбаху, в 1704 році Ландау знову став імперським. З 12 березня 1709 року фортецею керував Карл Олександр фон Вюртемберг. У 1713 році місто було взято в облогу маршалом Жаком Базіном де Безонсом (1646—1733) з 6 червня 1713 року, а французи повернули собі фортецю 20 серпня 1713 року. У Раштатському мирі 1714 році Повернення Ландау до Франції було найважливішим надбанням для Людовика XIV.
Як і у решті Франції з 20 липня 1789 року, Французька революція керувала Ландау. З 4 березня 1790 року як і Нижній Ельзас, місто належало департаменту Нижній Рейн. Навіть у 1814 році, після першої перемоги у Визвольній війні Німеччини над Наполеоном Бонапартом, Ландау спочатку залишався французьким. Завдяки домовленостям у Паризькій мирній угоді від листопада 1815 року територія на північ від Лаутера, верхнього притоку Рейну, а отже і Ландау, спочатку потрапила під суверенітет Австрії. Ландау тепер була федеральною фортецею. Вже в червні 1815 році на Віденському конгресі Австрія була нагороджена рештою Пфальцу, який раніше належав Департаменту Мон-Тоннер (Департамент Доннерсберга). У квітні 1816 року Австрія остаточно передала весь Пфальц Баварському королівству державним договором.

### Розвиток з 1871 року
Після війни в 1871 році Ландау вже не був прикордонним містом, оскільки західний кордон Німецької імперії значно змістився на захід в результаті анексії Ельзасу-Лотарингії. Фортецю зруйнували та побудували нові вулиці. З Законом Рейху про рівні можливості для єврейських громадян у 1871 р. Єврейські сім'ї переїхали. Ландау став центром винної торгівлі Пфальцу і незабаром вважався найбагатшим містом землі. Це можна побачити й сьогодні в архітектурі, яка є порівняно чудовою для маленького міста. Представницькі міські будинки були побудовані вздовж новоствореного Рінґштрассе та його бічних вулиць. Основним будівельним матеріалом був пісковик.
Ландау інвестував менше на розвиток військової галузі, ніж у Баварії. Були побудовані великі казарми для 5-го і 12-го польових артилерійських полків та 18-го і 23-го піхотних полків.
1 квітня 1937 року були включені раніше незалежні громади Мерльхайм та Квайххайм.
Під час Другої світової війни на Ландау 35 разів обстрілювали повітряні нальоти союзників, зокрема американських. Найважче сталося в «Чорну п'ятницю», 16 березня 1945 р. Всього на Ландау було скинуто 1045 тонн бомб, 40 % міста було зруйновано, а 586 людей стали жертвами повітряного бою.
Після Першої та Другої світових воєн Ландау знову був французьким гарнізонним містом як частина окупованої Рейнського області до 1930 р. І як частина окупованої Францією зони після 1945 р. Місто було повернуто до складу Німеччини після того, як Федеративна Республіка Німеччина стала суверенною державою після набрання чинності Паризьких договорів 5 травня 1955 року, розміщення штаб-квартири регулювалося статутом військ НАТО.

## Культура та визначні місця

### Театр
Зал фестивалю в стилі модерн використовується для театру, концертів та конгресів.
Культурний центр Altes Kaufhaus також вважається театром у більш широкому розумінні. Будівля вперше згадується в письмовій формі в 1415 році, але вже не збереглась у своєму початковому плануванні, оскільки була перероблена Августом фон Войтом у 1839/1840. Порівняно з фестивальним залом у стилі модерн, старий універмаг досить невеликий і в основному використовується для менших концертів, лекцій та виставок.

### Соціокультурний центр
У 1987 році в Ландау був відкритий Haus am Westbahnhof як незалежний центр культурного обміну. Асоціація побуту та культури відповідає за соціально-культурний центр. В який був заснований на початку 1980-х років з руху за екологію та мир. Сьогодні будинок у Вестбанхофі організований під парасолькою Райнланд-Пфальц соціокультурних центрів, LAG Socioculture & Cultural Education.

### ЗМІ
У центрі міста також є телекомунікаційна вежа, яка не є доступною для громадськості і яка структурно є вежею типу FMT 9.

### Природа та парки
Всього в міській зоні знаходиться 30 пам'яток природи. Крім того, в міській зоні є численні зелені насадження, такі як Гетепарк, Кройцгартен, Луйтпольдпарк, Нордпарк, Остпарк зі Шваненвейером, Савойенпарк, Шиллерпарк та Юдвестпарк. Зоопарк був заснований 24 липня 1904 р. Територія зоопарку простягається вздовж французьких історичних укріплень.

## Географія

### Розташування

Панорама Ландау

Схід міста лежить у Верхньо-Рейнській рівнині, захід, включаючи основне місто, є частиною Винного шляху. Крім того, великі лісові площі Пфальцького лісу належать до міської зони. Ексклав Штадтвальд Таубенсуль / Фассендейх, округ Оберхайнгерайд площею 2248,58 га, розташований в районі лісничого будинку Таубенсуль і на захід від федеральної магістралі 48. Другий екслав у Пфальцкому лісі, який належить Ландау, це так званий Вольмесхаймер Вальд поблизу Ешбаха або у Васгау. Це частина району Воллмесхайм і має площу 79 гектарів, але знаходиться на відстані понад п'ять кілометрів на захід від центру Волмесхайма.
Сусідні громади — за годинниковою стрілкою — Вальсхайм, Кнорінген, Ессінген (Пфальц), Борнхайм (Пфальц), Оффенбах-ан-дер-Квайх, Герксгайм-бай-Ландау, Інсхайм, Імпфлінген, Біллігхайм-Інгенхайм, Гойхельгайм-Клінген, Геклінген, Ільбесхайм, Лейнсвайлер, Раншбах, Бірквейлер, Зібельдінген, Франквайлер і Бехінген.

### Структура міста

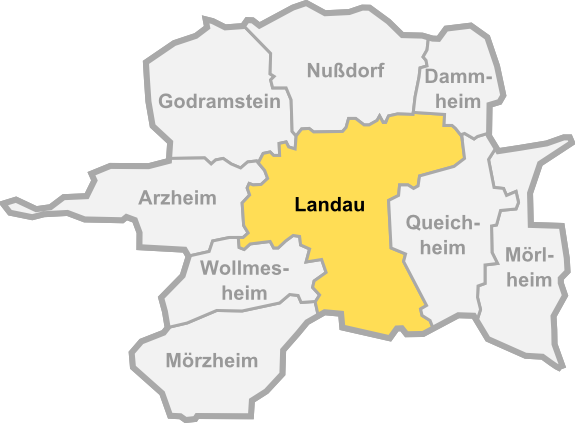
Основне місто Ландау та включені райони (без ексклавів)

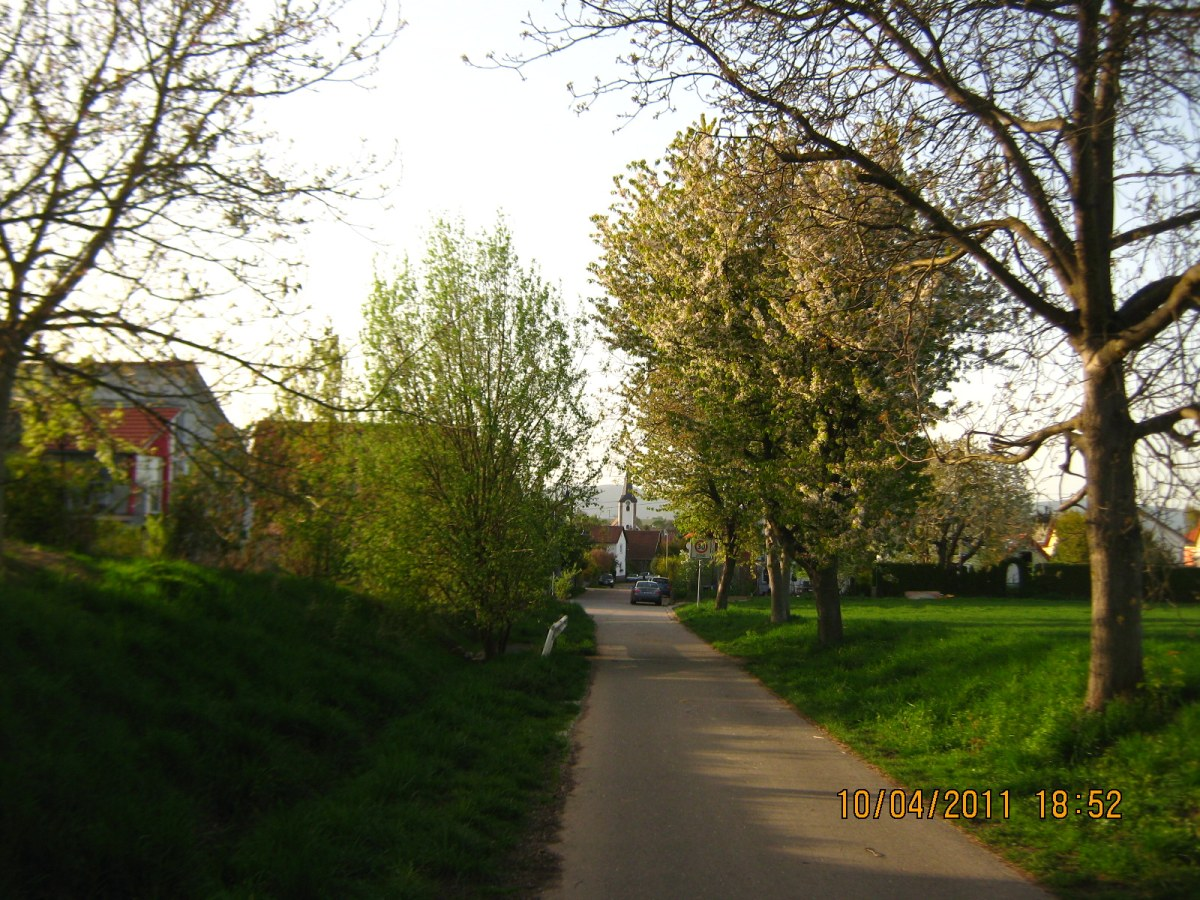
Міський пейзаж району Мерцхайм

З Арцгеймом, Дамхеймом, Годрамштейном, Морльхаймом, Морцхаймом, Нусдорфом, Квайххаймом та Волльсхаймом, Ландау має загалом вісім включених районів. Квайххайм і Морльхайм були включені в 1937 році, всі інші передмістя були додані до міста в ході адміністративної реформи Рейнланд-Пфальц 1972 року. Квайххайм сьогодні майже зріс із центром міста. Найбільші райони розвитку — Горст на сході та Вольмесхаймер Хее на заході. Сьогодні активно розбудовуються нові райони на південному сході міста в районі нового виставкового майданчика Альфред-Нобель-Плац, не далеко від Кейхгайма та на півдні міста (житлові райони Квартир Вобан). З «Wohnpark am Ebenberg» у колишній казармі «Estienne et Foch» на півдні міста створюється новий житловий район для понад 2200 жителів.

### Висоти
На півдні району, недалеко від кордону з Інсгаймом, знаходиться висота Ебенберг. (160 метрів) Клейне Кальміт висотою 270,5 метрів простягається на південний захід від Арцгейма, безпосередньо на кордоні з Ільбесгаймом. На заході — висота Шлеттерберг (523-метрового), яка належить до ексклава лісу Воллмесхайм. Більший екслав Ландау Штадтвальд, включаючи ліси Нусдорф і Годрамштайн, до яких належать висоти, такі як Ерленкопф (552,9 метра), Армбрунненкопф (545 метрів), Дьоренек (514 метрів) і Кессельберг (502,4 метра).

### Водойми

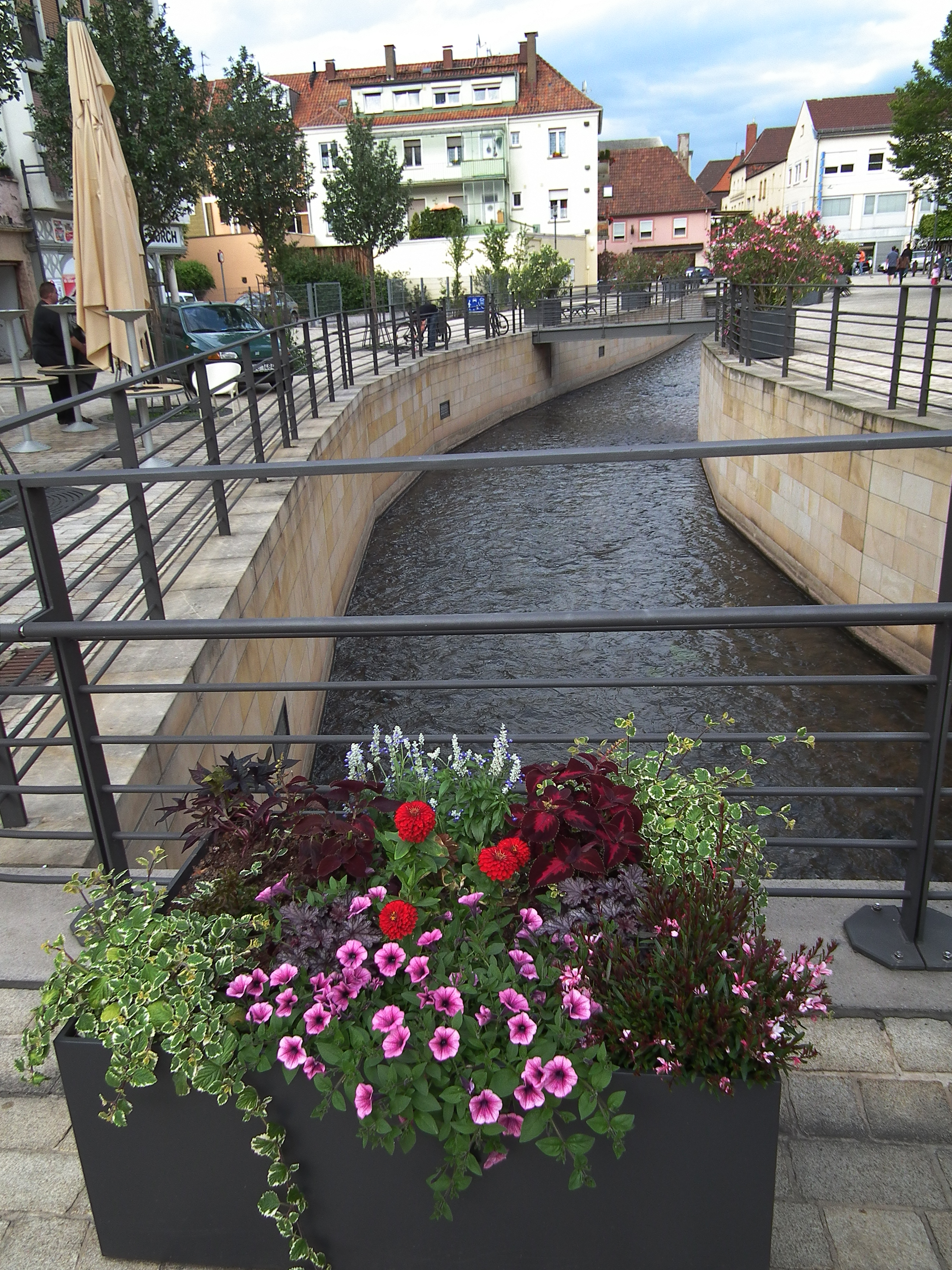
Квайх в центрі міста Ландау

Центральною річкою в межах міста є Квайх, яка тече з заходу на схід спочатку на південній околиці Годрамштайна, а потім через центр міста; далі вона проходить північний край Квайхгейма та Мерльхейма. Ріка Раншбах тече повз північний край поселення Арцгейм, перш ніж впадає в Квайх справа. Бірнбах протікає через Вольмесхайм, перш ніж пройти південний край центру міста, а потім тече на південь від Квайхгайма; між Квайхгаймом і Морльхаймом вона також впадає в Квайх справа. Брюльграбен формує кордон до Імпфлінгена та Інсгайму на півдні, а потім тече на південь від Морльхайма. Ранцграбен протікає на північний захід від Нусдорфа на кордоні з Бехінгеном; Шлейдграбен тече безпосередньо на схід від Носсдорфа; Обидві річки впадають у Хайнбах з правої сторони за межами міста.
Верхів'я Гельмбаха знаходиться в межах ексклаву Ландау Штадтвальд, як і його притока Гробсбах, які є частиною річкової системи Шпаєрбах. Вододіл між Шпаєрбахом і Квайхом проходить посередині ексклаву. Водозбір останнього включає Велбах, що позначає західну межу ексклаву, та Еуссербах, який проходить через район на південному сході приблизно на півтора кілометра. Справа в нього впадає Дьоренбах, який тече через Ерленбруннен, протікає по долині, названій на його честь, де в нього впадають Армбруннертальбах і Годрамштайн Бах справа.

### Клімат

Опади

Річна кількість опадів становить 667 міліметрів. Опади складають середню третину значень, зафіксованих у Німеччині. Нижчі значення зареєстровані на 33 відсотках вимірювальних станцій Німецької метеорологічної служби. Найсухіший місяць — квітень, найбільше опадів — у червні. У червні випадає в 1,6 рази більше опадів, ніж у квітні. Опади змінюються лише мінімально і надзвичайно рівномірно розподіляються протягом року. Менші сезонні коливання фіксуються лише на 5 відсотках вимірювальних станцій.

## Населення
Населення міста становить 46 685 осіб (станом на 31 грудня 2020).